# Субдиалект Тарбены и Валь-де-Гальинеры
Субдиалект Тарбены и Валь-де-Гальинеры (кат. valencià salat de Tàrbena i Vall de Gallinera) — переходный говор каталанского языка, имеющий много общих черт с валенсийским диалектом и субдиалектом салат, испытал также влияние субдиалекта мальоркин. Преобладает в двух муниципалитетах провинции Аликанте — Тарбена и Валь-де-Гальинера

## Краткие сведения
Заселение территории современных комарок Марина-Альта и Марина-Баха выходцами из Балеарских островов происходило в XVII веке после выселения мавров из Королевства Валенсия и после эпидемий 1630 и 1647 гг. Поскольку население Королевства Валенсии с 1609 по 1714 годы уменьшилось с 486 тыс. до 314 тыс. человек, особенно после депортации мавров в 1609 г., герцогом де Гандиа принимается решение переселить из Майорки 150 семей. Переселенцы принесли с собой не только свои традиции, в том числе гастрономические, но и определенные особенности языка. По словам Антонио Хосе Каванильеса:

Ещё довольно легко различить происхождение этих людей по их акценту и диалекту местных жителей. Они очень трудолюбивы, имеют с этого выгоду и живут с радостью среди этой необычайной природы
Оригинальный текст (исп.)Échese de ver todavía el origen de todos ellos en el acento y dialecto de sus moradores. Son muy aplicados al trabajo, todo lo aprovechan y viven contentos en aquel recinto delicioso

Субдиалект Тарбены и Валь-де-Гальинеры, характеризующийся использованием артикля «салат», ранее охватывал бо́льшую территорию, чем в настоящее время. Косвенным образом изначальную территорию распространения диалекта можно отследить по карте дублетов — тождественных или похожих названий в комарках Марина-Альта и Марина-Баха и на Балеарских островах
Похожие названия географических объектов относятся к двум различным периодам совместной истории этой части Валенсии и Балеарских островов:
- Эпоха господства мусульман на Иберийском полуострове: Les Alcolaies (Валенсия) и Alcoraia (Мальорка) — от араб. al-quraya‎ — «маленькая ферма» или от араб. Kurâya‎ (самоназвание одного из берберских племен), Benissalim (Валенсия) и Binissalom (Пальма);
- Период переселения каталаноязычных из Балеарских островов в этой части Валенсии: Ascassar — возможно от es Casar, Asbardalet — возможно от es Bardalet (сохранились элементы артикля «салат», который был распространен на Балеарских островах и Коста-Браве в Автономном сообществе Каталония)

## Ключевые особенности
Субдиалект Тарбены и Валь-де-Гальинеры имеет следующие особенности:
- частое употребление слов из ареала восточных диалектов каталанского языка: aquí вместо ací, treure вместо traure, mongetes вместо rosetes, vermell вместо roja;
- сохраняются некоторые слова, употребляемые в балеарском диалекте: xoriguer вместо нормативного mena d’ocell, degotís вместо нормативного gotera, gotinejar вместо литературного plovisquejar;
- наличие диалектизмов: xiritxofa вместо llardó, greixó de porc fregit — «топлёное сало»;
- выпадение арабской частицы al-: bercoc вместо albercoc (арабская частица al- используется как определённый артикль мужского рода el, что особенно характерно для восточнокаталанских диалектов);
- выпадение начальной гласной: granar вместо agranar;
- употребление артикля «салат»: es, sa, s'[5];
- употребление артикля перед именем: en Jaume (в других валенсийских диалектах артикль перед именем собственным не употребляется, в отличие от литературного языка)[6]